# 中寮庄

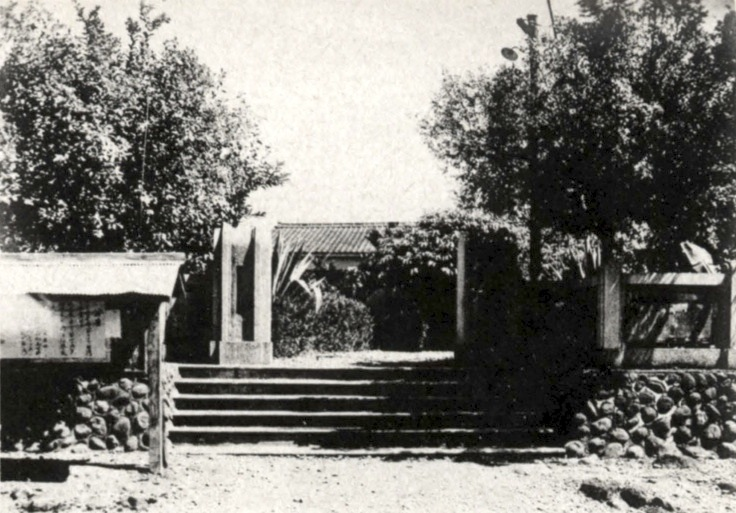
中寮庄役場

中寮庄，為1920年－1945年間存在之行政區，轄屬台中州南投郡。今南投縣中寮鄉。

## 行政區劃
中寮原屬南投堡之中藔庄、八杞仙庄、後藔庄、鄉親藔庄、二重溪庄、分水藔庄、龍眼林庄。
1920改制後，中寮庄轄域內分為中寮、八杞仙、龍眼林、鄉親寮、二重溪、分水寮、後寮七個大字。

## 文教
- 中寮公學校（今中寮國小）
- 龍眼林公學校（今爽文國小）

## 行政區與大字對照
中寮鄉現有十八村，各里與日治時期大字對照如下：
| 大字名 | 現今村名                     | 大字名 | 現今村名         | 大字名 | 現今村名   |
| ------ | ---------------------------- | ------ | ---------------- | ------ | ---------- |
| 中寮   | 中寮、廣福、復興             | 後寮   | 廣興、崁頂、永福 | 八杞仙 | 八仙       |
| 鄉親寮 | 和興、福盛、永平             | 二重溪 | 永福、義和       | 分水寮 | 永和、永芳 |
| 龍眼林 | 龍岩、龍安、清水、爽文、內城 |        |                  |        |            |

- 後寮大字下劃出的仙峰村而後併入永福、崁頂二村，而永福村內的仙峰巷是原仙峰村主要聚落所在地。